# Stephen Cafiero (artista)
Stephen Cafiero és un humorista, guionista, actor i director de cinema i sèries de televisió francès.
Començà la seva carrera professional com a il·lustrador de llibres juvenils així com a director artístic per a grans marques com BMW, Nissan, SFR, Playstation, Eurosport, McCain, McDonald's o AIDES, tot i que majoritàriament entorn a la societat de producció audiovisual Partizan.
L'any 2007, feu el salt al setè art com a codirector i coguionista en el seu primer llargmetratge: Les Dents de la nuit. Freqüentà igualment l'escena humorística.

## Obres
Com a director
- 2008: Les Dents de la nuit (llargmetratge)
- 2013: Zygomatiques (curtmetratge)
- 2015: Templeton (10 episodis)
- 2017: Kim Kong (sèrie TV)
- 2017: Irresponsable (1 episodi)

Com a actor
- 2017: Kim Kong (Léo Duvel, 2 episodis)

Com a guionista
- 2008: Les Dents de la nuit (llargmetratge)
- 2013: Zygomatiques (curtmetratge)
- 2015: Ma pire angoisse (sèrie TV)